# 白露型驅逐艦
白露型驅逐艦（日语：／，英文：Shiratsuyu class destroyer），是大日本帝國海軍的驅逐艦，改良自前型初春型驅逐艦，因此也被視為初春型的準同型艦。

## 概要

### 初春型準同型
原本白露為第一次海軍軍備補充計畫中預定建造12隻的初春型第7號艦，但在友鶴事件後海軍重新檢討一味追求重武裝而導致的復元性不足問題，初春型在建造6隻後中止進行改裝，而建造中的白露緊急停工，徹底改良設計後，從白露以下的6隻改為白露型。
重新設計後的白露型航速從36.5節降到了34節，但比改裝後的初春級33.3節為高。武裝方面；白露型和改裝後的初春級主炮配置相同，但初春級的魚雷發射管從原本的3連裝3座（9門）減為了2座（6門），白露型則首次搭載了4連裝魚雷發射管2座（8門）。之後日本驅逐艦也都以4連裝魚雷發射管作為標準裝備。另外由於第四艦隊事件的影響，白露型還加強了船體強度。總結來說白露型在安定性能和戰鬥性能上都較初春級為高。

### 改白露型
在第二次海軍軍備補充計畫中，原本計畫再增加建造14隻白露型驅逐艦，但在第四艦隊事件後，針對船體強度不足的問題，新造的白露型在船體和艦橋結構進行了修改，因此也有人將修改後的稱為改白露型，或依首艦海風號而稱為海風型。但在此時日本退出了倫敦海軍條約，海軍方面判斷，以受到條約限制的初春型和白露型大小無法滿足海軍的戰力需求，因此在改白露型建造4隻後中止，改進行2,000噸級的大型驅逐艦－朝潮型驅逐艦的建造計劃。

## 同型艦
- 白露（しらつゆ）

1936年8月20日於佐世保工廠完工
1944年6月15日沉沒
- 時雨（しぐれ）

1936年9月7日於浦賀船渠完工
1945年1月24日沉沒
- 村雨（むらさめ）

1937年1月7日於藤永田造船所完工
1943年3月5日沉沒
- 夕立（ゆうだち／ゆふだち）

1937年1月7日於佐世保工廠完工
1942年11月13日沉沒
- 春雨（はるさめ）

1937年8月26日於舞鶴海軍工廠完工
1944年6月8日沉沒
- 五月雨（さみだれ）

1937年1月29日於浦賀船渠完工
1944年8月26日沉沒
- 海風（日语：海風 (白露型駆逐艦)） （うみかぜ）

1937年5月31日於舞鶴海軍工廠完工
1944年2月1日沉沒
- 山風（日语：山風 (白露型駆逐艦)）（やまかぜ）

1937年6月30日於浦賀船渠完工
1942年6月23日沉沒
- 江風（かわかぜ／かはかぜ）

1937年4月30日於藤永田造船所完工
1943年8月6日沉沒
- 涼風（すずかぜ）

1937年8月31日於浦賀船渠完工
1944年1月25日沉沒